# HCNG

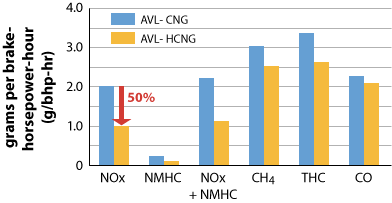
Эмиссия HCNG и CNG (природного газа)

Hydrogen and Compressed Natural Gas (англ. Водород и сжатый природный газ, сокр. HCNG) или H2CNG — смесь водорода и природного газа. Содержание водорода составляет от 5 % до 30 %. Используется в качестве топлива для двигателей внутреннего сгорания и бытовой техники.
Содержание оксидов азота в выхлопных газах снижается на 50 % в сравнении с природным газом.
Автобусы на HCNG эксплуатируются в США и Канаде.
В Индии первая заправочная станция HCNG открылась в октябре 2005 года.
Инфраструктура HCNG может стать промежуточным звеном в переходе к водородной энергетике.